# Франц Антон фон Ламберг
Франц Антон фон Ламберг (на немски: Franz Anton von Lamberg) е от 1712 г. имперски княз на Ламберг (в Щайр) и ландграф на Лойхтенберг, фрайхер на Ортенег и Отенщайн, австрийски генерал.

## Биография
Роден е на 30 септември 1678 година в Щайр или Виена, Хабсбургска монархия. Произлиза от благородническата фамилия Ламберг от Каринтия и Крайна, която има собствености в Горна Австрия (Щирия). Той е дванадесетото дете и третият син на граф Франц Йозеф I фон Ламберг-Щайр (1637 – 1712) и съпругата му имперската графиня Анна Мария фон и цу Траутмансдорф (1642 – 1727), дъщеря на Адам Матиас фон и цу Траутмансдорф-Вайнсберг († 1684), кралски щатхалтер на Бохемия, и първата му съпруга Ева Йохана фон Щернберг († 1674). Брат е на Леополд Матиас (1667 – 1711), граф, от 1 ноември 1707 г. княз на Ламберг, Йозеф Доминик (1680 – 1761), княжески епископ на Пасау (1723 – 1729), кардинал от 1738 г., Франц Алойз (1692 – 1732), вай-епископ на Пасау (1725).
Франц Антон фон Ламберг, заедно с по-малкия му брат Йозеф Доминик, започва духовна кариера. Той става приор в Матзе (1692 – 1696), каноник в Пасау на 11 октомври 1695 г., но се отказва през 1698 г. и става капитан (хауптман) в императорската войска. През 1705 г. е полковник-лейтенант. Бие се в Унгария, Горна Италия и Неапол, през 1725 г. е генерал-фелд-вахтмайстер и напуска службата.
През 1712 г. наследява владения и княжеската титла от чичо си епископ Йохан Филип фон Ламберг († 1712) и от баща си, понеже по-големите му братя вече са починали. През 1744 г. става рицар на австрийския Орден на Златното руно, таен съветник и оберст-щалмайстер на императицата вдовицата Елизабет Кристина фон Брауншвайг-Волфенбютел.
Умира на 23 август 1759 г. във Виена на 80-годишна възраст. Погребан е в „Августинската църква“ във Виена.

## Наследство
Той има девет деца, но със смъртта на най-малкия му син Йохан Фридрих Йозеф (24 февруари 1737 – 15 декември 1797) фамилният клон изчезва по мъжка линия. Княжеската титла отива на Карл Ойген фон Ламберг (1764 – 1831), потомък на чичо му Каспар Фридрих фон Ламберг (1648 – 1686).

## Фамилия
Първи брак: на 19 февруари 1713 г. в „Св. Стефан“ във Виена се жени за принцеса Лудовика/Луиза Ернестина Фридерика фон Хоенцолерн-Хехинген (* 7 януари 1690, Улм; † 21 октомври 1720, Щайр), дъщеря на княз Фридрих Вилхелм I фон Хоенцолерн-Хехинген (1663 – 1735) и графиня Мария Леополдина Лудовика фон Зинтцендорф (1666 – 1709). Те имат две деца:
- Карл Фридрих Франц Филип Август Игнац (* 18 януари 1714; † 19 декември 1716)
- Мария Алойзия Розина Цецилия Луция Лудовика Франциска (* 14 декември 1718; † 27 март 1796, Виена), омъжена на 10 ноември 1737 г. за граф Франц Йозеф фон Плетенберг-Витем (1714 – 1779)

Втори брак: на 13 февруари 1721 г. се жени за Мария Алойзия фон Харах (* 13 януари 1702; † 16 май 1775), дъщеря на граф Алойз Томас Раймунд фон Харах (1669 – 1742) и втората му съпруга графиня Анна Мария Цецилия Елизабет фон Танхаузен (1674 – 1721). Те имат седем деца:
- Франц Йозеф Антон (* 14 март 1722; † 1735)
- Алойз Йосеф Фридрих (* 5 март 1724; † ок. 1740)
- Йохан Йозеф Филип (* 17 май 1726; † ок. 1740)
- Мария Роза Йозефа (* 1728; † 1790), омъжена I. 1752 г. за фрайхер Йозеф Мария Никлас фон Нойхауз († 1758), II. на 18 септември 1760 г. за граф Леополд Ерхард фон Галер (* 1730)
- Йохан Антон Франц Ксавер (* 14 март 1733; † 27 септември 1736)
- Мария Елизабет (* 14 юли 1734; † 1793), клариска монахиня
- Йохан Непомук Фридрих Йозеф Непомук (* 24 февруари 1737; † 15 декември 1797), 4. княз на Ламберг, женен за графиня Мария Анна Траутзон (1743 – 1790), дъщеря на граф Йохан Вилхелм фон Траутзон и графиня Мария Франциска фон Мансфелд-Фордерорт

Трети брак: Франц Антон фон Ламберг се жени вероятно трети път в Торино за Мария Виоланта Туринети (* 8 септември 1689, Торино), дъщеря на принц Ерколе Джузепе Лудовико Туринети (1658 – 1726) и Диана Франческа Мария ди Салуцо Спинола († 1733). Те нямат деца.